# الدبايه السفلى (أسلم)

تعديل مصدري - تعديل

الدبايه السفلى هي إحدى قرى عزلة أسلم اليمن بمديرية أسلم التابعة لمحافظة حجة، بلغ تعداد سكانها 181 نسمة حسب تعداد اليمن لعام 2004.